# Општина Урекешти (Вранча)
Урекешти (рум. Urecheşti) општина је у Румунији у округу Вранча.
Oпштина се налази на надморској висини од 156 m.